# Rabčice
Rabčice jsou obec na Slovensku v okrese Námestovo.

## Historie
První písemná zmínka pochází z roku 1616, vznikla však již před rokem 1612. Název obce vznikl podle sousední Rabči. První obyvatelé Rabčic se jmenovali: Ramža, Krupa a Straka. Roku 1656 byl postaven malý dřevěný kostelík. Ve stejném roce byla založena i škola. Dále se pokračovalo výstavbou fary. Současný římskokatolický kostel Všech svatých byl postaven roku 1816.

## Významné osobnosti

### Rodáci
- Peter Borový (1858–1932), talentovaný mistr několika řemesel a tlumočník
- Jozef Gruska (* 1933), informatik
- Viliam Gruska (* 1936), vysokoškolský pedagog
- Milan Jagnešák (* 1969), bobista
- Jozef Klinovský (1772–1832), církevní hodnostář, člen Slovenského učeného tovarištva, profesor teologie a hebrejštiny
- Karol Klinovský (1908–1980), vysoký státní úředník a publicista
- Milo Urban (1904–1982), prozaik, překladatel a novinář

### Obyvatelé
- Pavol Országh Hviezdoslav (1849-1921), básník, prozaik a dramatik. Tato obec mu byla motivem k napsání Hájnikovej ženy.